# Molanna ulmerina
Molanna ulmerina är en nattsländeart som beskrevs av Navás 1934. Molanna ulmerina ingår i släktet Molanna och familjen skivrörsnattsländor. Inga underarter finns listade i Catalogue of Life.